# Benny Ziffer
Benny Ziffer (em hebraico:  בני ציפר, Tel Aviv, Israel, 1953) é um dos escritores e tradutores mais controversos da literatura israelense contemporânea. É casado com a arqueóloga israelense Irit Ziffer.
Publicou três romances: A Marcha Turca (1995), Ziffer e Parecidos (1999) e The Literary Editor's Progress (2005).
Em seus romances trata do indivíduo Homossexual na sociedade israelense e da vida literária local. Nos seus livros também há muito crítica sobre o uso incorreto do hebraico e sobre a degradação da alta cultura que foi trazida pelos imigrantes judeus da Europa.
Benny Ziffer é também o editor literário do jornal Haaretz, bem como publicista que escreve comentários sobre a televisão israelense e a sua maneira de mostrar a vida contemporânea.